# Enchylaena
Enchylaena es un género de plantas fanerógamas  pertenecientes a la familia Amaranthaceae.  Comprende 16 especies descritas y de estas, solo 2 aceptadas.

## Taxonomía
El género fue descrito por Robert Brown y publicado en Prodromus Florae Novae Hollandiae 407. 1810. La especie tipo es: Enchylaena tomentosa R.Br.

## Especies aceptadas
A continuación se brinda un listado de las especies del género Enchylaena aceptadas hasta octubre de 2012, ordenadas alfabéticamente. Para cada una se indica el nombre binomial seguido del autor, abreviado según las convenciones y usos.
- Enchylaena lanata Paul G.Wilson
- Enchylaena tomentosa R.Br.